# Holobomolochus ardeolae
Holobomolochus ardeolae är en kräftdjursart som först beskrevs av Henrik Nikolai Krøyer 1864.  Holobomolochus ardeolae ingår i släktet Holobomolochus och familjen Bomolochidae. Inga underarter finns listade i Catalogue of Life.